# 규화목

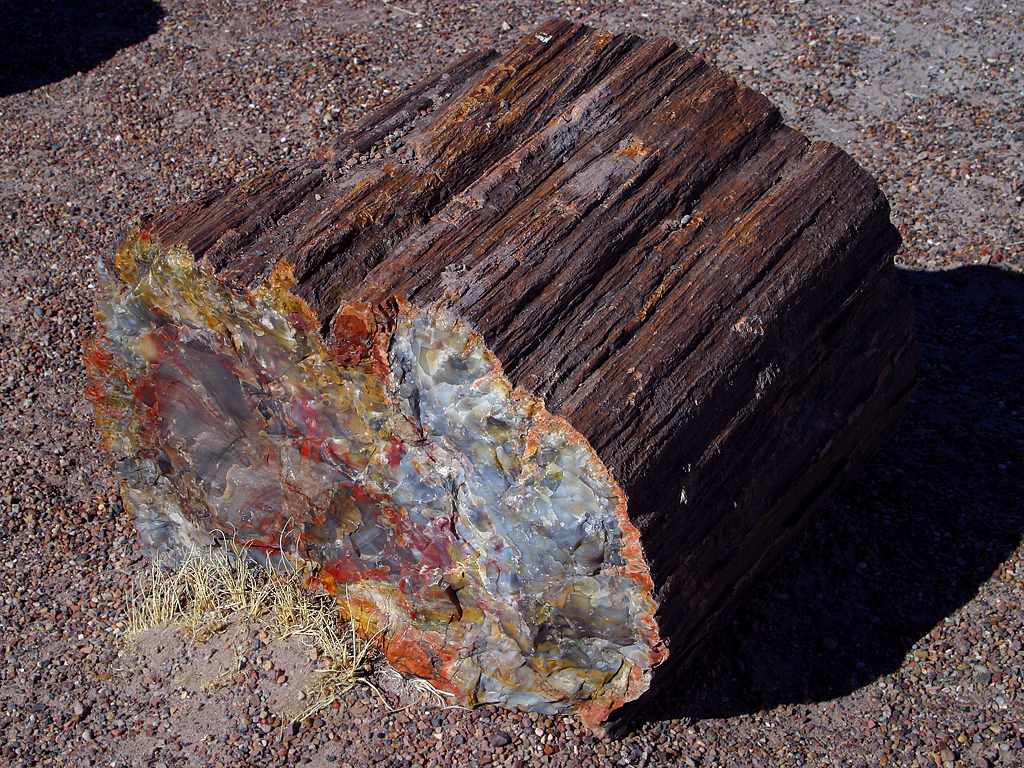

규화목(silicified wood)은 식물이 규산염 화석화되어 생장의 모습이 남아있는 특별한 유형에게 붙여진 이름으로 가장 대표적인 석화목이다. 나무나 나무 같은 생물이 광물 성분 삼투(또는 광충 작용, permineralization) 과정의 결과로 완전히 돌로 바뀌었다. 줄기 조직의 원래 구조를 유지하면서 모든 유기 물질은 광물(대부분 석영 같은 규산염)로 치환되어 있다. 일반적으로 압축되는 다른 화석 유형과는 달리 화석이 된 나무는 원래 유기 물질의 입체적인 표현이다. 나무가 산소가 잘 공급되지 않아 호기성 분해를 저해하는 퇴적물 아래에 묻힐 때 지하에서 석화 과정이 발생한다. 광물이 포함된 물이 퇴적물을 통해 흐를 때 식물의 세포에 광물이 저장된다. 그때 식물의 리그닌과 셀룰로스가 소멸한 자리에 광물질이 형성된다. 나무가 석화되기 위해서는 유기 물질이 완전히 분해되기 전에 석화가 되어야 한다. 이러한 과정은 화석화된 숲으로부터 알려지게 되었다.

## 같이 보기
- 단백석
- 석탄
- 조암 광물
  - 석영
  - 장석
- 흑옥

## 참고 문헌
- https://terms.naver.com/entry.nhn?docId=1068637&cid=40942&categoryId=32301 (두산백과)